# Мухамаджанов, Шомахмуд Шохадиевич
Шомахмуд Шохадиевич Мухамаджанов (узб. Shomahmud Shohodiyevich Muhammadjonov; род. 27 апреля 1954, Ташкент, Узбекская ССР) — советский и узбекский художник-миниатюрист. Народный художник Узбекистана (2001), академик Академии художеств Узбекистана (1997). Лауреат Государственной премии Узбекской ССР имени Хамзы (1989).

## Биография
Родился 27 апреля 1954 года в Ташкенте. В возрасте 13 лет проявил интерес к традиционному национальныму искусству. В 1968 году во время проходивших в Узбекской ССР торжеств по случаю 525-летия со дня рождения Алишера Навои, нарисовал около 50 акварельных эскизов выполненных в технике близкой к восточной миниатюре, приуроченных к празднованию этой даты. Эти работы произвели большое впечатление на профессора Х. Сулаймонова, который окрестил юного художника «Бехзадом XX века». После этого Мухаммаджанову последовало приглашение к сотрудничеству от Музея литературы имени Алишера Навои, с которого началась его творческая деятельность. 
В 1974 году окончил Республиканское художественное училище им. П. Бенькова. Работал художником-реставратором в Институте востоковедения АН Узбекской ССР. В 1970-х годах учился живописи и искусству миниатюры у профессоров Музея литературы имени Алишера Навои — Ч. Ахмарова и Х. Сулаймонова. В 1980-х годах принимал непосредственное участие в создании в Ташкенте Центра по возрождению миниатюрной живописи при творческом объединении «Усто», под руководством Ч. Ахмарова.
В 1997 года Мухамаджанов был избран действительным членом Академии художеств Узбекистан, в 2001 году ему было присвоено почётное звание народного художника Узбекистана.

## Творчество
Во время работы в Институте востоковедения, задался целью восстановления всего технологического процесса создания рукописной книги от изготовления бумаги, чернил и красок на основе растительных компонентов, до инструментов и письменных принадлежностей. Результатом его работы стали рукописные книги, близкие по составу материала и художественному оформлению к средневековым аналогам. На основе глубоких исследований в области восточной миниатюры и книжного искусства, возродил древние методы изготовления шёлковой бумаги и техник письма: эбру, каллиграфии. Глубокое знание средневековой восточной миниатюры и школа академической живописи помогли Мухамаджанову сформировать свой неповторимый художественный стиль: способность передавать посредством облика, позы, жестов и цветовой гаммы — духовное состояние изображаемых персонажей; переосмыслить через современное художественное видение традиционную систему восточного миниатюрного искусства. 
По предложению Метрополитен-музея, где у художника проходила персональная выставка — разработал и написал серию миниатюр, посвящённых современным сюжетам. Однако эти работы, на которых художник изобразил людей в современных костюмах и на автомобилях на свадебных церемониях и бытовых композициях, не были приняты публикой. После этого эксперимента художник решил сосредоточиться на миниатюрах, созданных только по мотивам средневековых рукописей.
Среди работ художника-миниатюриста: иллюстрации к произведению А. Кадыри «Скорпион из алтаря» (1974), находится в собрании Литературного музея, лаковые миниатюры по мотивам произведений Фирдоуси, Низами и других авторов Востока (1983—1984), в собрании Музея прикладного искусства. Создатель рукописных книг: сборник «Лирика Навои» (1983, Япония), 2 книги произведения «Калила ва Димна» (1985, 1991; в собрании Метрополитен-музея), рукописные копии сочинения Кашгари «Диван лугат ат-турк» (1985, в собрании Музея истории Узбекистана) и «Уложения Тимура» (1991), миниатюрная книга с газелями «Дивана» Алишера Навои (1999, находится в Kyoto Unifversiy of foregn Studies for Islamic Culture).
Серия работ «Истории Шелкового пути» (1999) и другие произведения художника экспонировались на выставках в Узбекистане и за рубежом, в том числе в Иране (1998, 2000) и Турции (1999).

## Награды
- Медаль «Шухрат» (1996)
- Народный художник Узбекистана (2001)
- Лауреат Государственной премии Узбекской ССР имени Хамзы (1989)[1]